# Собор Святого Христа Всеспасителя (Исфахан)
Собор Святого Христа Всеспасителя также известный как Ванкский собор — главный храм армянской церкви в Иране. Расположен в городе Исфахане, в армянском квартале Нор-Джуга.

## История
Собор был построен между 1606 и 1655 гг., одним из первых, созданных в армянском квартале Исфахана Джульфе по указу урегулирования армянского вопроса шаха Аббаса I, после очередной из его войн с Османской империей. Эклектику собора — контраст христианских и мусульманских стилей — можно объяснить поочерёдной сменой власти в этом пригороде Исфахана: европейские миссионеры, наёмники, исламская власть. Можно проследить почти в хронологическом порядке комбинации архитектурных стилей собора во внешней и внутренней отделке. Храм лаконичен снаружи и богат по внутреннему убранству.
Полное название — Кафедральный собор Святых Сестёр, а слово «ванк» переводится с армянского как «монастырь» и стало нарицательным в Исфахане.
Иран стремится включить собор в список всемирного наследия ЮНЕСКО

## Строительство
Строительство, как полагают, началось в 1606 году и завершено с крупными изменениями в проекте между 1655 и 1664 годами под руководством архиепископа Давида. Собор состоит из куполообразного святилища, так же, как и персидская мечеть, но с существенным добавлением европейского: полувосьмиугольной апсиды алтаря. Экстерьер собора сложен относительно современной кирпичной кладкой и является исключительно простым по сравнению с богато украшенными интерьерами храма.

## Отделка
Стены храма богато украшены полихромной росписью (фресками), золоченой резьбой и художественными изразцами. Центральный купол расписан золотом и синей краской, на нём изображен библейский сюжет о Сотворении мира и изгнании человека из Рая. Паруса сводов собора украшены головами херувимов со сложенными крыльями, с отчетливо проступающими армянскими мотивами. Потолок над входом украшен изящными цветочными мотивами в стиле персидских миниатюр. Две полосы росписей украшают внутренние стены храма: верхняя часть изображает события из жизни Иисуса, нижняя — пытки, понесённые армянскими мученикам в Османской империи. Во внутреннем дворике расположена большая автономная колокольня, возвышающаяся над могилами христиан — православных и протестантов. Могилы с надписями на армянском языке также размещаются вдоль наружной стены перед входом. В одном углу двора находится памятник 1915 года, посвящённый Геноциду армян в Турции. Через двор, лицом к храму, расположено здание библиотеки и музея. У входа на территорию храма установлен памятник персидскому первопечатнику архиепископу Хачатуру Кесараци.
Собор имел большое влияние на архитектуру и декоративную отделку многих последующих православных церквей во всем персидско — месопотамском регионе.

## Библиотека
Библиотека храма содержит более 700 рукописных книг и немало бесценных и уникальных средневековых ресурсов на армянском и европейских языках для проведения исследований в истории и искусстве. В музее представлены многочисленные экспонаты из истории собора и армянской общины в Исфахане, в том числе:
- указ шаха Аббаса I 1606 года о создании армянского квартала Джульфа;
- несколько указов Аббаса I и его преемников, осуждающих и запрещающих вмешательство или преследования армян и их имущества в квартале Джульфа:
- исторические типографские издания, первые печатные книги в Иране;
- литургическая утварь, облачения, монстранции, чаши и другие церковные артефакты;
- костюмы эпохи Сефевидов, гобелены, картины, привезенные европейскими и армянскими купцами, вышивка и другие сокровища из торгового наследия армянской диаспоры;
- этнические артефакты, принадлежащие армянской культуре и религии;
- фотографии, карты, турецкие документы (с переводом), связанные с Геноцидом армян 1915 года в Турции.

## Интересные факты
- В 2014 г. отмечалось 350-летие собора[12].
- Собор изображён на почтовой марке совместного почтового выпуска Армении и Ирана[13].

## Галерея

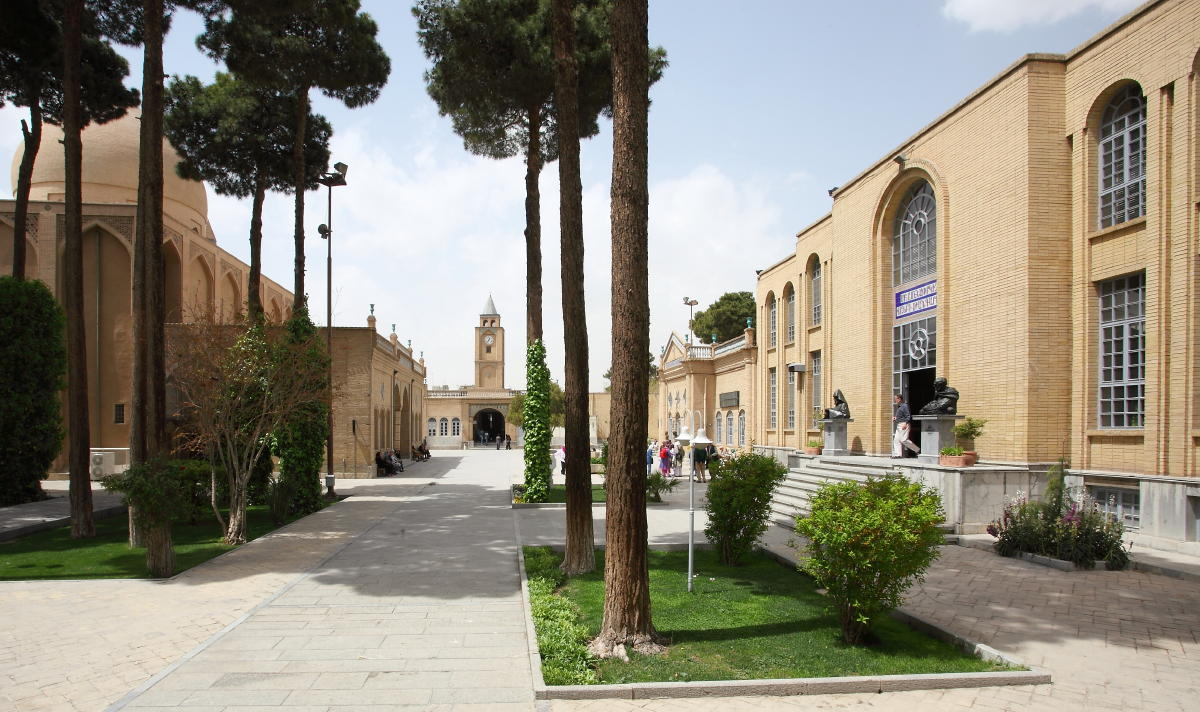
Двор храма. Справа - музей.
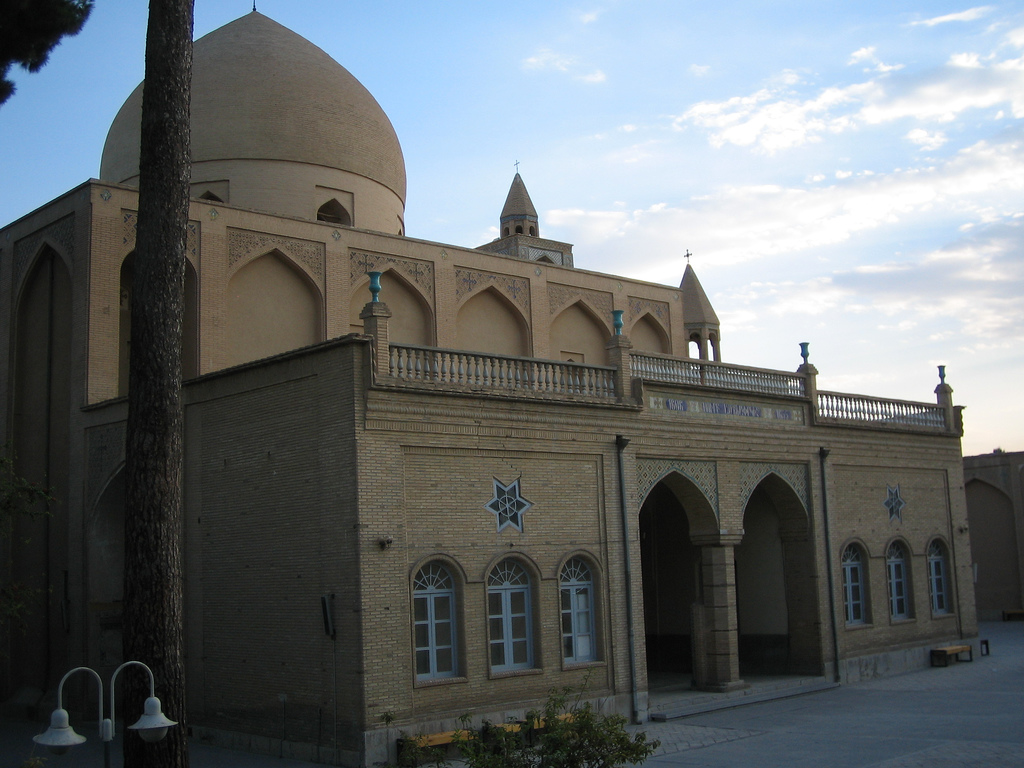
Главный фасад.
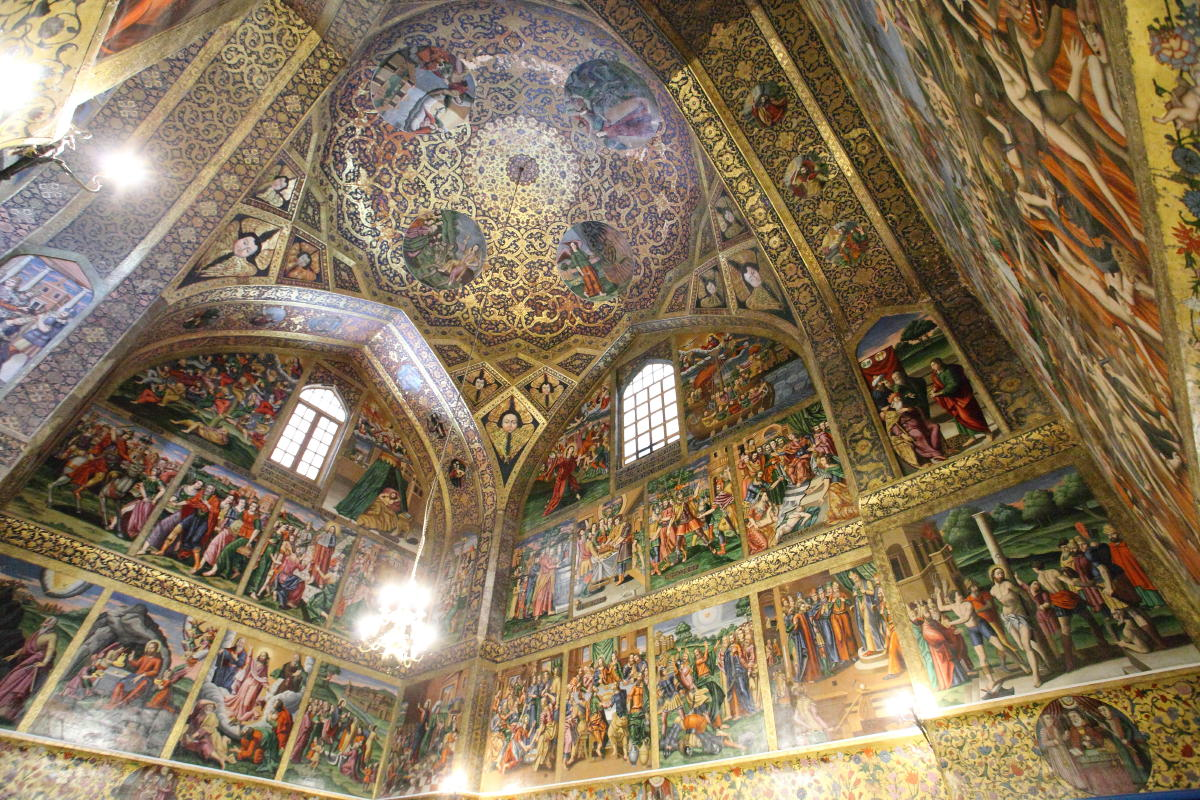
Фрески в интерьере храма.
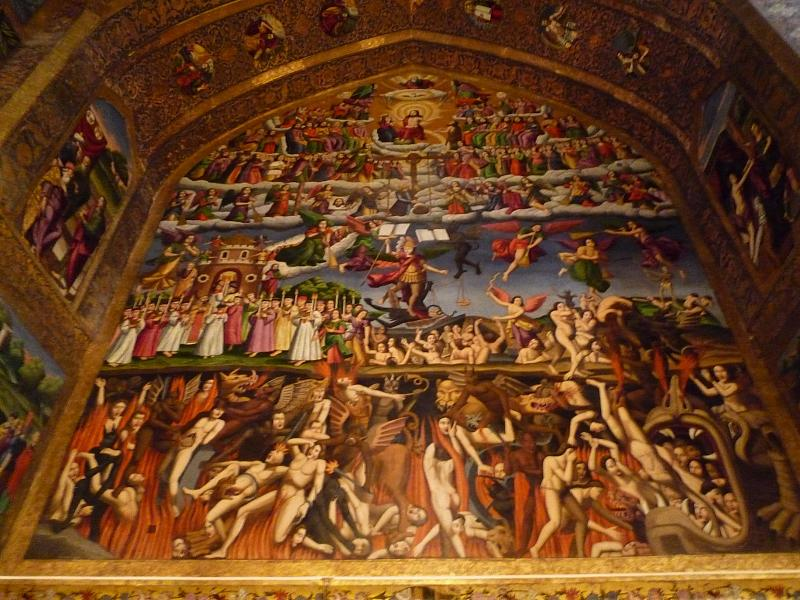
Фреска «Рай и Ад».
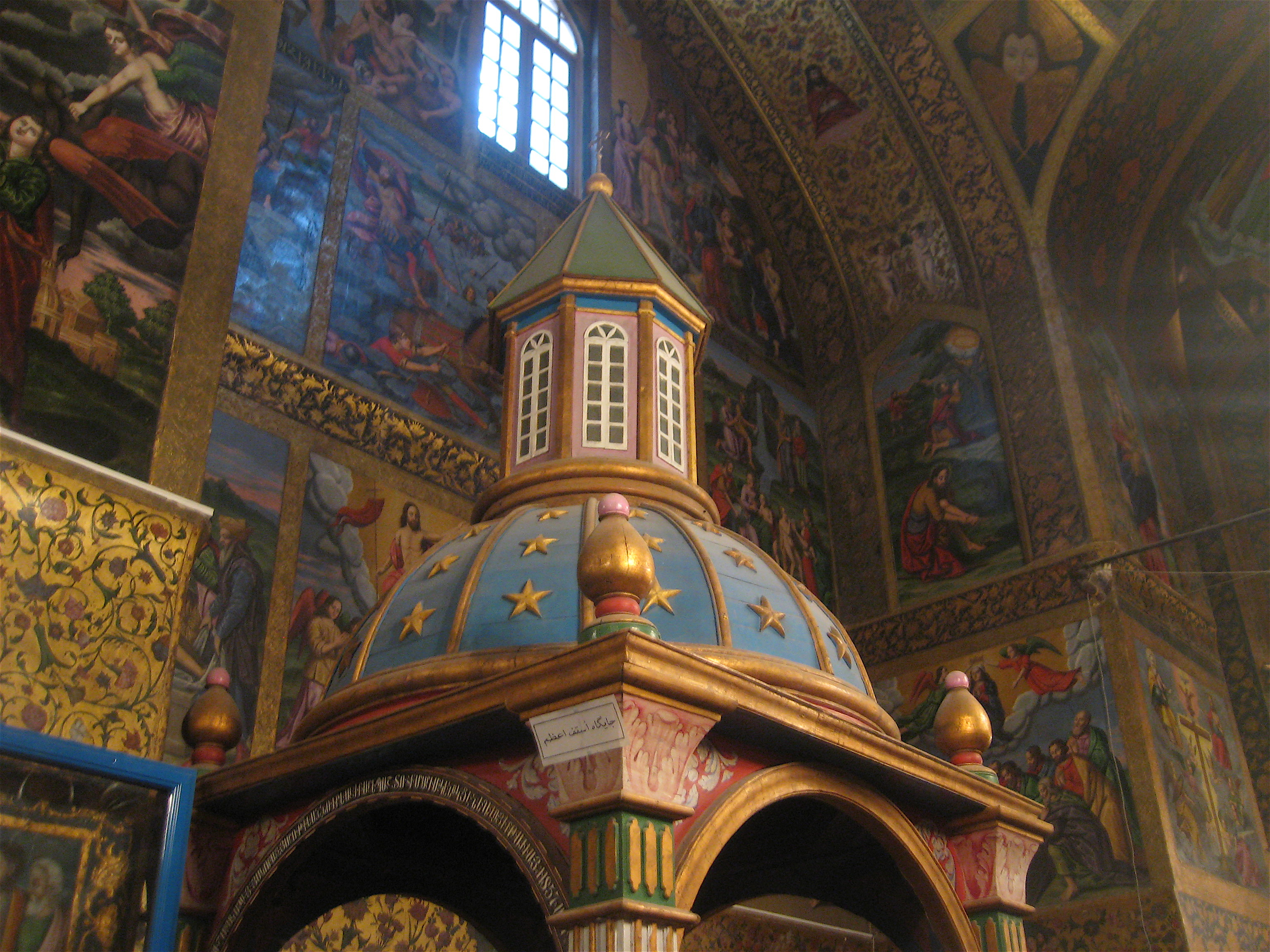
Интерьер храма.
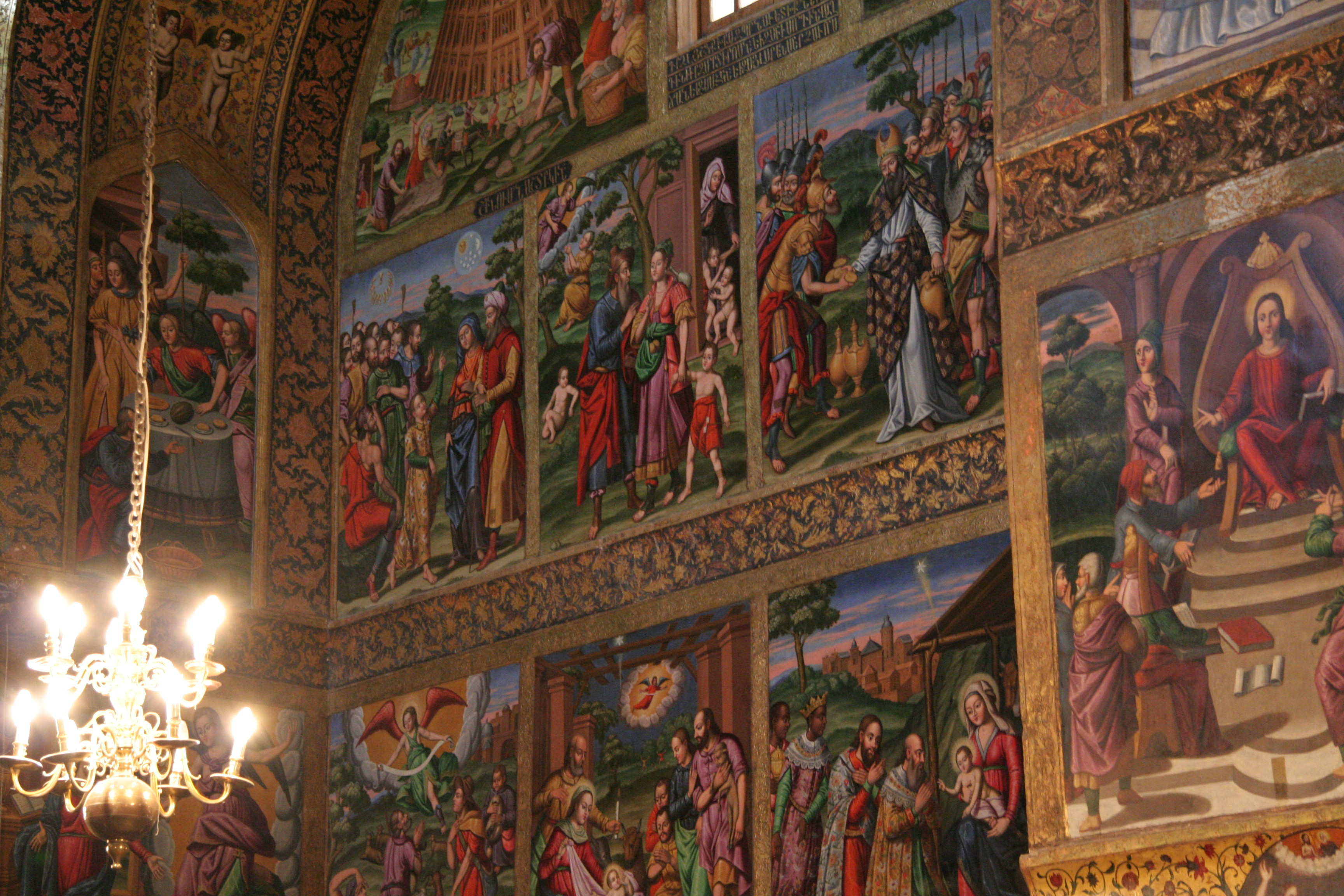
Интерьер храма.
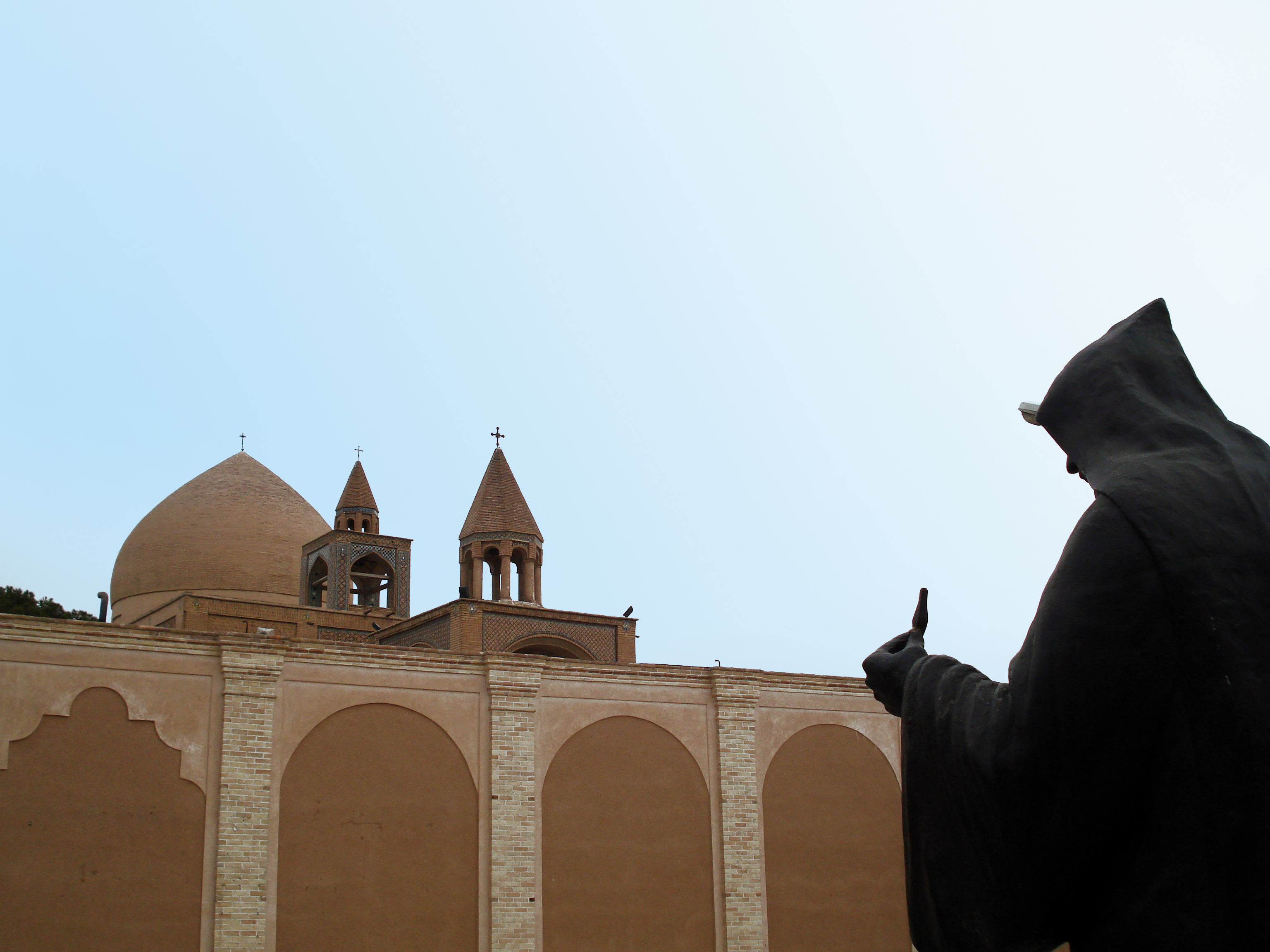
Собор
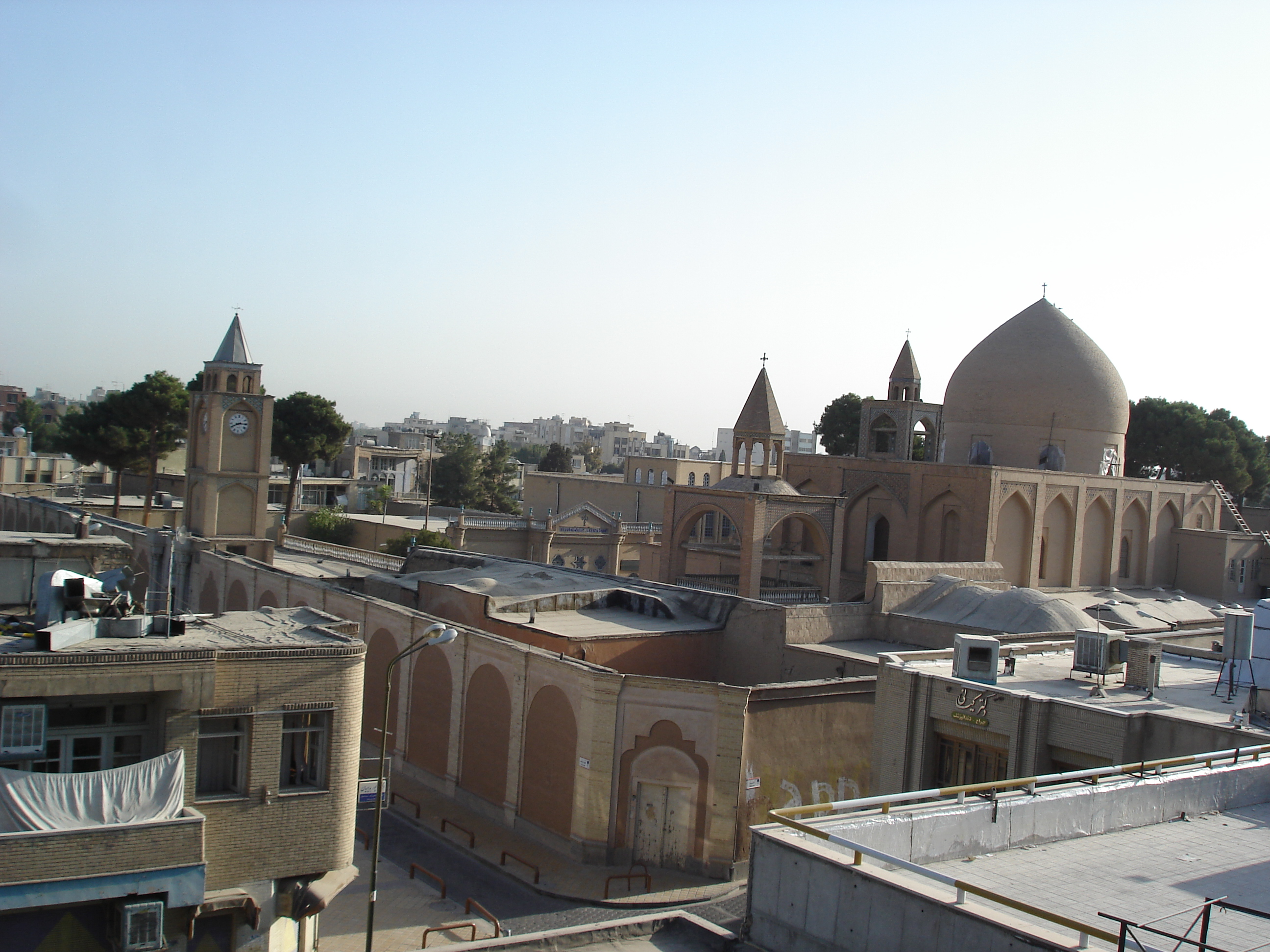
Вид на окрестности вокруг собора, 2008 год.